# Theo de Raadt
Theo de Raadt (/ˈθiː.oʊ dɛˈrɔːt/ - em inglês); é um engenheiro de software  em Calgary, Alberta, Canadá. É o fundador e líder dos projetos OpenBSD e OpenSSH, e foi um dos membros que participou da fundação do projeto NetBSD.

## Infância
Theo de Raadt é o mais velho de quatro filhos de um pai holandês e uma mãe Sul-Africana, com mais duas irmãs e um irmão. Preocupados com a conscrição obrigatória de dois anos nas forças armadas na África do Sul, a família migrou para Calgary, Alberta, Canada em Novembro de 1977. Em 1983, a maior recessão deste a Grande Depressão enviou a família para Yukon. Antes de se mudar, De Raadt comprou seu primeiro computador, um Commodore VIC-20, que depois foi substituido por um Amiga. Com estes computadores que ele começou a desenvolver software.
Em 1992 ele obteve o grau de Bacharel em Ciências da Computação pela Universidade de Calgary.

## NetBSD
O projeto NetBSD foi fundado em 1993 por Chris Demetriou, Adam Glass, Charles Hannum e De Raadt, que começaram a sentir a frustração por conta da qualidade e velocidade no desenvolvimento do Jolix, a distribuição Berkley padrão da época, e acreditavam que um modelo de desenvolvimento mais aberto criaria benefícios e desenvolvimento maior em um sistema operacional. Jolix, também conhecido como 386BSD, era um derivado do projeto original do 4.3BSD da Universidade da Califórnia, enquanto o projeto NetBSD uniu código relevante do Networking/2 e 386BSD. O novo projeto focaria então em ser limpo, portável, com código o mais correto possível, tendo o objetivo em produzir um sistema operacional baseado em BSD que fosse unificado, multi-plataforma e com qualidade de produção. O nome NetBSD se deu por conta dos patches do Net/2 bem como sua disponibilidade online.
O a primeira versão do repositório de código-fonte foi estabelecida em 21 de Março de 1993, e o lançamento oficial do NetBSD 0.8 foi feito em Abril de 1993. Este foi derivado do 386BSD 0.1 com o patchkit não-oficial versão 0.2.2, adicionando diversos programas do Net/2 que faltavam no 386BSD, e implementando várias melhorias. Em Agosto de 1993 a versão 0.9 do NetBSD foi lançada com várias melhorias e correções de bug. Até então esta versão tinha apenas compatibilidade com PC, contudo, o suporte a outras plataformas estava em desenvolvimento. NetBSD 1.0 foi lançado em Outubro de 1994. Esta foi a primeira versão com suporte multiplataforma, suportando o IBM PC compatible, HP 9000 Series 300, Amiga, 68k Macintosh, Sun-4c series e PC532. 
Neste lançamento, também houve problemas legais por conta do código-fonte derivado no Net/2 com código equivalente ao 4.4BSD-lite, de acordo com a disputa legal USL v BSDi. De Raadt teve vital importância para a criação do port para a arquitetura SPARC, e junto com Chuck Cranor eles implementaram o código inicial.

## Ligações Externas
- Confissões de um Zealote do NetBSD em recuperação